# Plauzat
Plauzat est une commune française, située dans le département du Puy-de-Dôme, en région Auvergne-Rhône-Alpes. Elle fait partie de l'aire d'attraction de Clermont-Ferrand.

## Géographie

### Localisation
Ses communes limitrophes sont :
| Saint-Sandoux | Tallende | La Sauvetat Authezat             |
| Ludesse       | Plauzat  | Montpeyroux (quadripoint) Coudes |
|               | Champeix | Neschers                         |

### Voies de communication et transports
La commune est traversée par les routes départementales 978 (reliant Clermont-Ferrand à Champeix), 3 (vers Tallende au nord et Neschers au sud-est), 630 (vers Ludesse à l'ouest et La Sauvetat au nord-est), 791 (vers Saint-Sandoux au nord-ouest) et 792 (vers Authezat à l'est-nord-est).
L'accès à l'autoroute A75 (échangeur 6) s'effectue par la route départementale 978 en direction de Clermont-Ferrand.

### Climat
Pour des articles plus généraux, voir Climat d'Auvergne-Rhône-Alpes et Climat du Puy-de-Dôme.
En 2010, le climat de la commune est de type climat océanique dégradé des plaines du Centre et du Nord, selon une étude du Centre national de la recherche scientifique s'appuyant sur une série de données couvrant la période 1971-2000. En 2020, Météo-France publie une typologie des climats de la France métropolitaine dans laquelle la commune est exposée à un climat de montagne ou de marges de montagne et est dans la région climatique  Nord-est du Massif Central, caractérisée par une pluviométrie annuelle de 800 à 1 200 mm, bien répartie dans l’année. 
Pour la période 1971-2000, la température annuelle moyenne est de 10,8 °C, avec une amplitude thermique annuelle de 16,2 °C. Le cumul annuel moyen de précipitations est de 624 mm, avec 7,7 jours de précipitations en janvier et 6,6 jours en juillet. Pour la période 1991-2020, la température moyenne annuelle observée sur la station météorologique installée sur la commune est de 11,3 °C et le cumul annuel moyen de précipitations est de 606,8 mm,. Pour l'avenir, les paramètres climatiques de la commune estimés pour 2050 selon différents scénarios d'émission de gaz à effet de serre sont consultables sur un site dédié publié par Météo-France en novembre 2022.
| Mois                                  | jan.           | fév.            | mars           | avril         | mai             | juin          | jui.          | août           | sep.           | oct.            | nov.             | déc.           | année      |
| ------------------------------------- | -------------- | --------------- | -------------- | ------------- | --------------- | ------------- | ------------- | -------------- | -------------- | --------------- | ---------------- | -------------- | ---------- |
| Température minimale moyenne (°C)     | 0,2            | 0,2             | 2,4            | 4,8           | 8,2             | 11,7          | 13,5          | 13,4           | 10,1           | 7,9             | 3,5              | 0,9            | 6,4        |
| Température moyenne (°C)              | 3,7            | 4,2             | 7,4            | 10,2          | 13,8            | 17,6          | 19,7          | 19,5           | 15,8           | 12,5            | 7,2              | 4,3            | 11,3       |
| Température maximale moyenne (°C)     | 7,1            | 8,3             | 12,4           | 15,6          | 19,4            | 23,4          | 25,9          | 25,7           | 21,5           | 17,2            | 10,9             | 7,6            | 16,3       |
| Record de froid (°C) date du record   | −13,5 13.01.03 | −15,8 09.02.12  | −15,4 01.03.05 | −7,1 08.04.03 | −1,9 15.05.1995 | 2,1 04.06.01  | 5,2 17.07.00  | 3,1 30.08.1998 | 0,9 30.09.1995 | −7,2 29.10.1997 | −10,9 22.11.1998 | −13,8 15.12.01 | −15,8 2012 |
| Record de chaleur (°C) date du record | 22,1 30.01.02  | 22,8 20.02.1998 | 25,4 17.03.04  | 27,9 30.04.05 | 31,1 12.05.15   | 38,3 29.06.19 | 38,7 31.07.20 | 39,5 24.08.23  | 36,3 04.09.23  | 32 02.10.23     | 24,6 08.11.15    | 19,9 24.12.12  | 39,5 2023  |
| Précipitations (mm)                   | 29,2           | 21,2            | 27,9           | 56            | 75,8            | 64,3          | 72,8          | 70,3           | 52,7           | 52,9            | 53,4             | 30,3           | 606,8      |

## Urbanisme

### Typologie
Au 1er janvier 2024, Plauzat est catégorisée bourg rural, selon la nouvelle grille communale de densité à sept niveaux définie par l'Insee en 2022.
Elle est située hors unité urbaine. Par ailleurs la commune fait partie de l'aire d'attraction de Clermont-Ferrand, dont elle est une commune de la couronne,. Cette aire, qui regroupe 209 communes, est catégorisée dans les aires de 200 000 à moins de 700 000 habitants,.

### Occupation des sols
L'occupation des sols de la commune, telle qu'elle ressort de la base de données européenne d’occupation biophysique des sols Corine Land Cover (CLC), est marquée par l'importance des territoires agricoles (89,2 % en 2018), en diminution par rapport à 1990 (93,2 %). La répartition détaillée en 2018 est la suivante : 
terres arables (78,2 %), zones agricoles hétérogènes (11 %), zones urbanisées (7,7 %), forêts (3 %). L'évolution de l’occupation des sols de la commune et de ses infrastructures peut être observée sur les différentes représentations cartographiques du territoire : la carte de Cassini (XVIIIe siècle), la carte d'état-major (1820-1866) et les cartes ou photos aériennes de l'IGN pour la période actuelle (1950 à aujourd'hui).

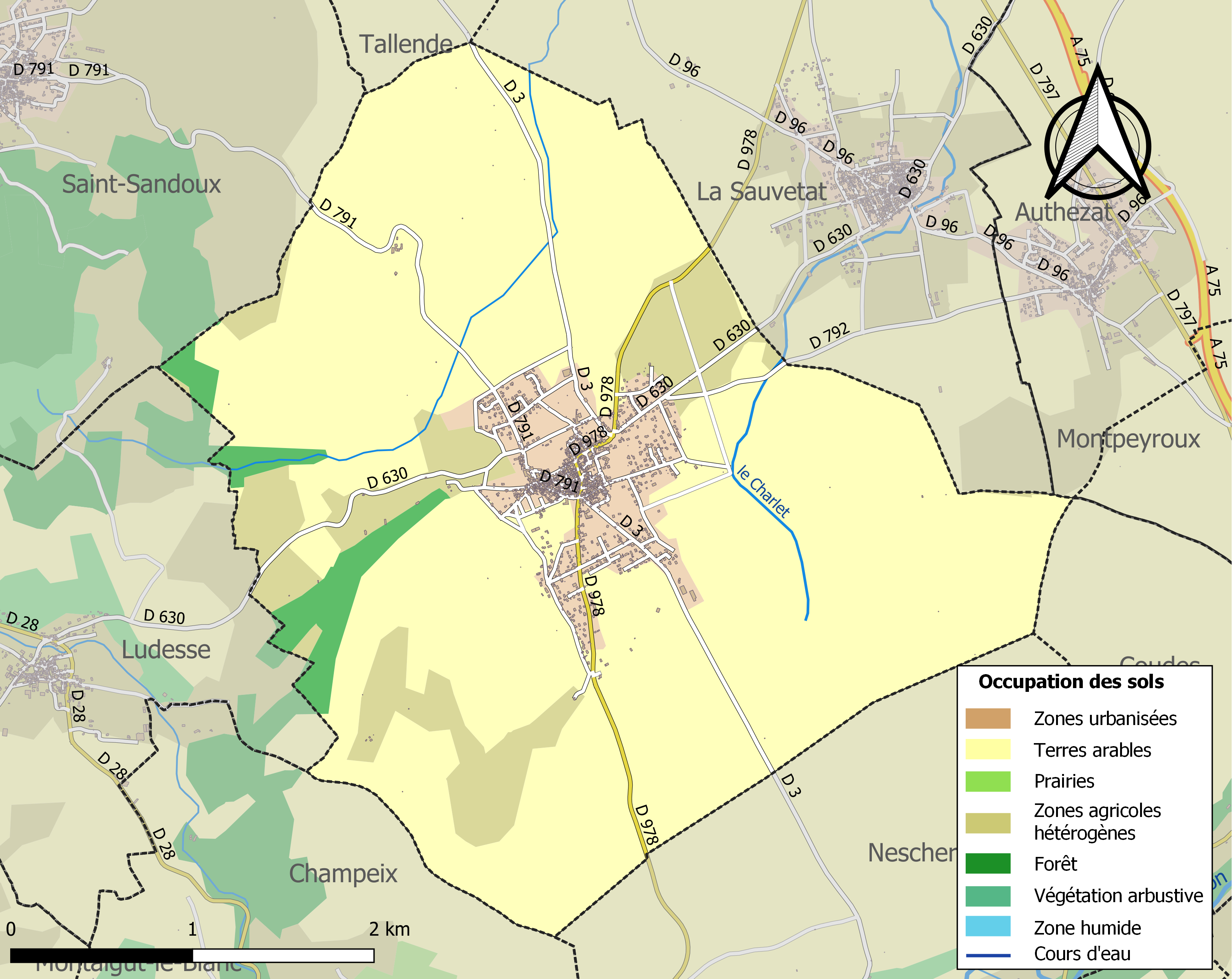
Carte des infrastructures et de l'occupation des sols de la commune en 2018 (CLC).

## Toponymie
Selon Ernest Nègre, le nom de lieu Plauzat (Plauziacum en 995, Plauzac au XIVe siècle Plozat en 1510) est basé sur le nom de personne gallo-romain Plautius et sur le suffixe -acum. On peut donc donner pour sens à Plauzat « domaine de Plautius/Plotius ».
En occitan, la langue locale, la ville se nomme Plauzac.

## Histoire
L'occupation de Plauzat est ancienne. En 1847, trente-deux haches datant de la période du bronze final sont trouvées dans un vase. Des traces d'occupation romaine sont également trouvées, notamment des tessons, et des pièces de bronze d'Hadrien. Plauzat est aussi la première commune à avoir une Marianne de couleur.

## Politique et administration

### Tendances politiques et résultats
Aux élections municipales de 2008, trois listes étaient candidates :
- Vivre Plauzat ensemble, liste de la municipalité sortante, menée par le Dr Jean Desvignes, 1er adjoint sortant
- Plauzat Alternatif, Penser globalement… Agir localement, liste soutenue par José Bové
- Plauzat Dynamiques et Solidaires, liste menée par Laurent Coudun
- À l'issue du premier tour, les personnes de la liste « Vivre Plauzat Ensemble » ont toutes obtenu la majorité absolue des suffrages (entre 478 et 618 voix, soit de 60,66 % à 78,43 % des suffrages exprimés) et ont donc été élues.
- Les personnes composant la liste « Plauzat dynamiques et solidaires » ont obtenu entre 132 et 196 voix (16,75 à 24,87 % des suffrages exprimés).
- Les personnes composant la liste « Plauzat Alternatif » ont obtenu entre 56 et 102 voix (7,11 à 12,94 % des suffrages exprimés).

Compte tenu de la population (972 habitants au recensement de 1999), l'élection se tenait au scrutin majoritaire. Le taux de participation était de 77,54 %.
Le maire sortant s'est représenté aux élections municipales de 2014, cette fois-ci au scrutin proportionnel. Deux listes étaient candidates : « Ensemble Plauzat pour l'avenir », conduite par Jean Desvignes, et « Plauzat dynamiques et solidaires », conduite par Laurent Coudun. Jean Desvignes est réélu avec 74,71 % des voix. Le taux de participation est de 79,17 %.

### Administration municipale
Le nombre d'habitants étant compris entre 1 500 et 2 499, le nombre de membres au conseil municipal est de 19. Par ailleurs, six membres sont élus au conseil communautaire, dont 5 de la majorité.

### Liste des maires
| Période                                  | Période                    | Identité                        | Étiquette | Qualité                                                                                              |
| ---------------------------------------- | -------------------------- | ------------------------------- | --------- | --- |
| Les données manquantes sont à compléter. |                            |                                 |           | |
| 1800                                     | 1806                       | Yves Aranud (fils)              |           | |
| 1806                                     | 1826                       | Jean-Baptiste Georges           |           | |
| 1826                                     | 1831                       | Villot de Boisluisant           |           | |
| 1831                                     | 1832                       | Antoine Fuchet                  |           | |
| 1832                                     | 1844                       | Vincent Rollier-Archon          |           | |
| 1844                                     | 1846                       | ?                               |           | |
| 1846                                     | 1848                       | Vincent Rollier-Archon          |           | |
| 1848                                     | 1849                       | Antoine Fuchet                  |           | |
| 1849                                     | 1852                       | Jean-Baptiste Georges           |           | |
| 1852                                     | 1855                       | Jean Mahut                      |           | |
| 1855                                     | 1872                       | Augustin Tixier de Matharel     |           | |
| 1872                                     | 1878                       | Antoine Mantrant                |           | |
| 1878                                     | 1881                       | Charles Queylard                |           | |
| 1881                                     | 1882                       | ?                               |           | |
| 1882                                     | 1896                       | Stéphane Pagnat                 |           | |
| 1896                                     | 1900                       | Victor-Antoine Cureyras-Clauson |           | |
| ...                                      | ...                        | ...                             | ...       | ...                                                                                                  |
| avant 1988                               | ?                          | Guy Chadeyron                   |           | |
| 1995                                     | 2008                       | Jean-Louis Meunié               | ...       | ...                                                                                                  |
| 2008                                     | En cours (au 30 août 2020) | Jean Desvignes                  | DVG       | Médecin retraité Ancien vice-président de la communauté de communes Couze Val d'Allier jusqu'en 2016 |

### Rattachements administratifs et électoraux
Les limites territoriales des cinq arrondissements du Puy-de-Dôme ont été modifiées afin que chaque nouvel établissement public de coopération intercommunale à fiscalité propre soit rattaché à un seul arrondissement au 1er janvier 2017. La communauté d'agglomération Agglo Pays d'Issoire à laquelle appartient la commune est rattachée à l'arrondissement d'Issoire ; ainsi, Plauzat est passée le 1er janvier 2017 de l'arrondissement de Clermont-Ferrand à celui d'Issoire.
La commune a fait partie du canton de Veyre-Monton jusqu'aux élections départementales de mars 2015 ; à la suite du redécoupage des cantons du département, elle est rattachée au canton de Vic-le-Comte.

## Population et société

### Démographie
L'évolution du nombre d'habitants est connue à travers les recensements de la population effectués dans la commune depuis 1793. Pour les communes de moins de 10 000 habitants, une enquête de recensement portant sur toute la population est réalisée tous les cinq ans, les populations de référence des années intermédiaires étant quant à elles estimées par interpolation ou extrapolation. Pour la commune, le premier recensement exhaustif entrant dans le cadre du nouveau dispositif a été réalisé en 2007.

En 2022, la commune comptait 1 680 habitants, en évolution de +2,56 % par rapport à 2016 (Puy-de-Dôme : +2,1 %, France hors Mayotte : +2,11 %).
| 1793 | 1800  | 1806  | 1821  | 1831  | 1836  | 1841  | 1846  | 1851  |
| ---- | ----- | ----- | ----- | ----- | ----- | ----- | ----- | ----- |
| 775  | 1 911 | 1 720 | 1 498 | 1 200 | 1 371 | 1 296 | 1 367 | 1 348 |

| 1856  | 1861  | 1866  | 1872  | 1876  | 1881  | 1886  | 1891  | 1896  |
| ----- | ----- | ----- | ----- | ----- | ----- | ----- | ----- | ----- |
| 1 319 | 1 251 | 1 234 | 1 228 | 1 232 | 1 255 | 1 344 | 1 382 | 1 409 |

| 1901  | 1906  | 1911  | 1921 | 1926 | 1931 | 1936 | 1946 | 1954 |
| ----- | ----- | ----- | ---- | ---- | ---- | ---- | ---- | ---- |
| 1 119 | 1 041 | 1 016 | 746  | 781  | 680  | 704  | 606  | 637  |

| 1962 | 1968 | 1975 | 1982 | 1990 | 1999 | 2006  | 2007  | 2012  |
| ---- | ---- | ---- | ---- | ---- | ---- | ----- | ----- | ----- |
| 652  | 620  | 707  | 829  | 895  | 972  | 1 306 | 1 353 | 1 541 |

| 2017  | 2022  | - | - | - | - | - | - | - |
| ----- | ----- | - | - | - | - | - | - | - |
| 1 667 | 1 680 | - | - | - | - | - | - | - |

Comme on peut le voir sur ce tableau la population plauzatoise a plus que doublé en l'espace de 50 ans, et ce notamment grâce à sa proximité de l'autoroute A75 gratuite (à 4 km) qui relie le village à Clermont-Ferrand en moins de vingt minutes.

## Culture locale et patrimoine

### Lieux et monuments
- Église Saint-Pierre de Plauzat, classée monument historique.
- Fontaine des Lions, inscrite monument historique.

### Héraldique
| Blason de Plauzat | Blason  | Écartelé, au 1, d'argent à la tour de gueules, aux 2 et 3 de gueules plain, au 4, d'argent à deux lions de gueules l'un sous l'autre, à la barre d'or chargée d'une grappe de raisin de pourpre tigée et feuillée de sinople accompagnée de deux épis du mêmeet posés à plomb. |
| Blason de Plauzat | Détails | Le statut officiel du blason reste à déterminer. |